# علي الكوباني
علي الكوباني هو كاتب وشاعر سوداني وأخصائي في الطب الشرعي والعدلي، ومؤسس الطب الشرعي في إمارة رأس الخيمة بالإمارات.

## سيرة ذاتية
ولد علي الكوباني في التاسع من أغسطس عام 1963م في مدينة الخرطوم بجمهورية السودان، وحصل على العديد من الشهادات في مجال الطب العدلي، وبعد تخرجه تدرج في عدة مناصب في عدد من الدول والمناطق العربية وكانت آخر المناصب التي تدرج بها كـ«مستشار للطب العدلي في شرطة دبي في دولة الإمارات العربية المتحدة».
يعتبر علي الكوباني مؤسس الطب الشرعي في إمارة رأس الخيمة وأول طبيب شرعي في الإمارة، حيث عين كوباني في القيادة العامة لشرطة رأس الخيمة عام 1998م، وكانت له إسهامات جليلة في كل المجالات منها أيضاً المجال الإعلامي والمجال الأدبي «الشعر»، حيث كان يثري مجلة «العين الساهرة» الشرطية بكتاباته العلمية التي هي نتاج خبرته العميقة في مجال عمله ويقدم خلالها العديد من النصائح والمعلومات القيّمة وكان مطلعاً جيداً على كافة الأحداث ويبدي رأيه المنبثق من كفاءته ونظرته الواسعة.

## وفاته
توفي علي الكوباني يوم الأربعاء 1442/09/9 هـ الموافق لـ2021/04/21م في المستشفى، وذلك بعد معاناته مع مرض سرطان الحلق. وقبل أيام قليلة من وفاته ترك قصيدة مؤثرة جداً وجدت رواجاً منقطع النظير على مواقع التواصل الاجتماعي المختلفة، وبحسب رصد ومتابعة محرر موقع النيلين فقد جاءت القصيدة التي فسرها متابعي الشاعر الراحل بأنه كان ينعي فيها نفسه، طويلة يوصف فيها حال الدنيا واهتمام الناس بها ويحث متابعيه على عدم اعطاء الدنيا أكبر من حقها لأن الناس ضيوف فيها.

من جهة أخرى، قال العميد عبد الله خميس الحديدي القائد العام لشرطة رأس الخيمة بالإنابة:
«لا ندري كيف نوفي هذا الرجل حقه.. فذلك حق أكبر من أن تسعه مقدرتنا على الوفاء، أخلص «كوباني» لهذا البلد، حتى ظننا أن الإخلاص لم يخلق إلا له، نافسنا في حب الإمارات حتى تيقنا أننا لسنا أهلا لمنافسته - لله دره - فقد كان يسبقنا دوما ليتقدم الركب في خدمة الناس».

## الجوائز
نال علي الكوباني العديد من الجوائز لتميزه في عمله واحترافيته العالية، وتم تكريمه من قبل الفريق سمو الشيخ سيف بن زايد آل نهيان، نائب رئيس مجلس الوزراء وزير الداخلية، وحصل على جائزة وزير الداخلية للتميز، وميدالية الخدمة الممتازة، وميدالية التميز الوظيفي لعام 2018م و2020م، كما حظي بتكريم خاص من القنصلية الأردنية.